# Edith Hazel
Edith Hazel é uma política e diplomata do Gana que serviu como membro do Parlamento pelo eleitorado de Evalue Gwira na Região Ocidental do Gana de 2001 a 2005.

## Infância e educação
Hazel frequentou a Universidade do Gana. Até ser nomeada embaixadora do Gana na Dinamarca e na Finlândia em julho de 2014, ela ocupou o cargo de vice-chefe da missão do Gana em Washington, D.C., EUA

## Política
Hazel foi eleita membro do parlamento pelo círculo eleitoral de Evalue Gwira, na região oeste do Gana, nas eleições gerais de 2000 no Gana. Assim, foi deputada ao 3º parlamento da 4ª república com 6.598 votos com a equivalência de 42,80% na lista do Congresso Nacional Democrático.
Ela viria a perder a sua cadeira de parlamentar em 2004 para Kojo Armah. A cadeira também foi disputada por Kojo Armah do Partido Popular da Convenção, Sagary Nokoe do Novo Partido Patriótico e Nana Kwabena Erskine do Partido Nacional da Reforma. Os concorrentes obtiveram votos de 5.994, 2.702 e 115 votos, respectivamente, do total de votos válidos expressos. Estes foram equivalentes a 38,90%, 17,50% e 0,70%, respectivamente, do total de votos válidos expressos.
Hazel foi eleita pela lista do Congresso Nacional Democrata. O Congresso Nacional Democrata ganhou um total de 9 assentos parlamentares de 19 assentos na Região Oeste nessas eleições. Ao todo, o partido ganhou uma representação parlamentar de 89 elementos em 200, no 3º parlamento da 4ª república de Gana.